# Romance (Fred De Palma)
Romance è un singolo del rapper italiano Fred De Palma, pubblicato il 1º aprile 2022. Il brano vede la partecipazione del cantante statunitense Justin Quiles.

## Video musicale
Il video musicale, diretto da Carlos Spinelly e Víctor Rangel, è stato pubblicato in concomitanza con l'uscita del brano attraverso il canale YouTube della Warner Music Italy.

## Tracce
Testi di Federico Palana, Justin Quiles, Rene Cano, Alessandro Merli e Fabio Clemente.
1. Romance – 3:00

## Classifiche
| Classifica (2022) | Posizione massima |
| ----------------- | ----------------- |
| Italia            | 36                |